# 하윌라
하윌라(Havilah, 고대 히브리어: חֲוִילָה Ḥăwīlā)는 성경에 등장하는 지명이자 인명이다. 창세기 2:10-11에 지명으로 처음 언급되며, 노아의 세대 (창세기 10:7)에도 언급되어 있다.
창세기 2:10-11에서 하윌라는 에덴 동산과 관련되어 있다. 노아의 후손으로 민족의 계보에는 하윌라라는 두 사람이 언급되어 있다. 이 이름은 창세기 25:18에도 나타나 이스마엘인의 영토를 정의한다. 비성경 문헌에서는 하윌라를 아모리인이 사용한 귀한 보석의 원천으로 언급하고 있다.
하윌라의 정확한 위치는 논쟁의 여지가 있으며, 여러 학자들은 아라비아반도 남서부 또는 소말리아라고 주장한다.

## 성경에 언급
한 경우에 하윌라는 창세기 (2:10-11)에 언급된 에덴 동산과 관련되어 있다.
강이 에덴에서 흘러나와 동산을 적시고 거기서부터 갈라져 네 근원이 되었다. 첫째 강의 이름은 비손인데, 금이 있는 하윌라 온 땅을 둘렀으며

창세기 2장에 묘사된 지역 외에도, 하윌라라는 두 인물이 민족의 계보에 나열되어 있다. 이 계보는 국민의 조상으로 여겨지는 노아의 후손들을 나열한다. 창세기 10:7–29에 언급된 이름 외에, 역대기에도 다른 이름이 언급되어 있다. 한 사람은 함의 아들인 구스의 아들이고, 다른 한 사람은 욕단의 아들이자 셈의 후손이다.
하윌라라는 이름은 창세기 25:18에 나타나는데, 이는 이스마엘인이 거주하는 영토를 "하윌라에서 술까지, 이집트 맞은편(또는 다른 번역에 따르면 "동쪽") 아시리아 방향"으로 정의한다. 또한 사무엘기에서는 사울 왕이 그곳에 살던 아말렉인을 아각 왕을 제외하고는 다 죽였다고 기록되어 있다. 아각 왕은 포로로 잡혔다.
한 구절에서는 이스라엘 민족이 아시리아와 할라로 보내졌다고 언급한다. 수도사 앙투안 오귀스틴 칼메에 따르면, 할라는 하윌라를 가장 가능성 높게 나타낸다.

## 비성경적 언급
비성경 문헌에서 하윌라 땅은 위경에서 언급되는데, 여호수아 이후 크나즈가 이스라엘 민족의 사사였던 시절에 아모리인이 우상을 만드는 데 사용했던 귀한 보석의 원천으로 나온다.
클레멘스 교령집과 보물 동굴에 나오는 비성경적 전승이 있다. 이 이야기에 따르면, 바벨탑 이후 초기 시대에 욕단의 아들 하윌라의 자녀들은 그의 형제들인 시바와 오피르의 도시와 왕국 근처에 도시와 왕국을 건설했다.

## 추정되는 위치

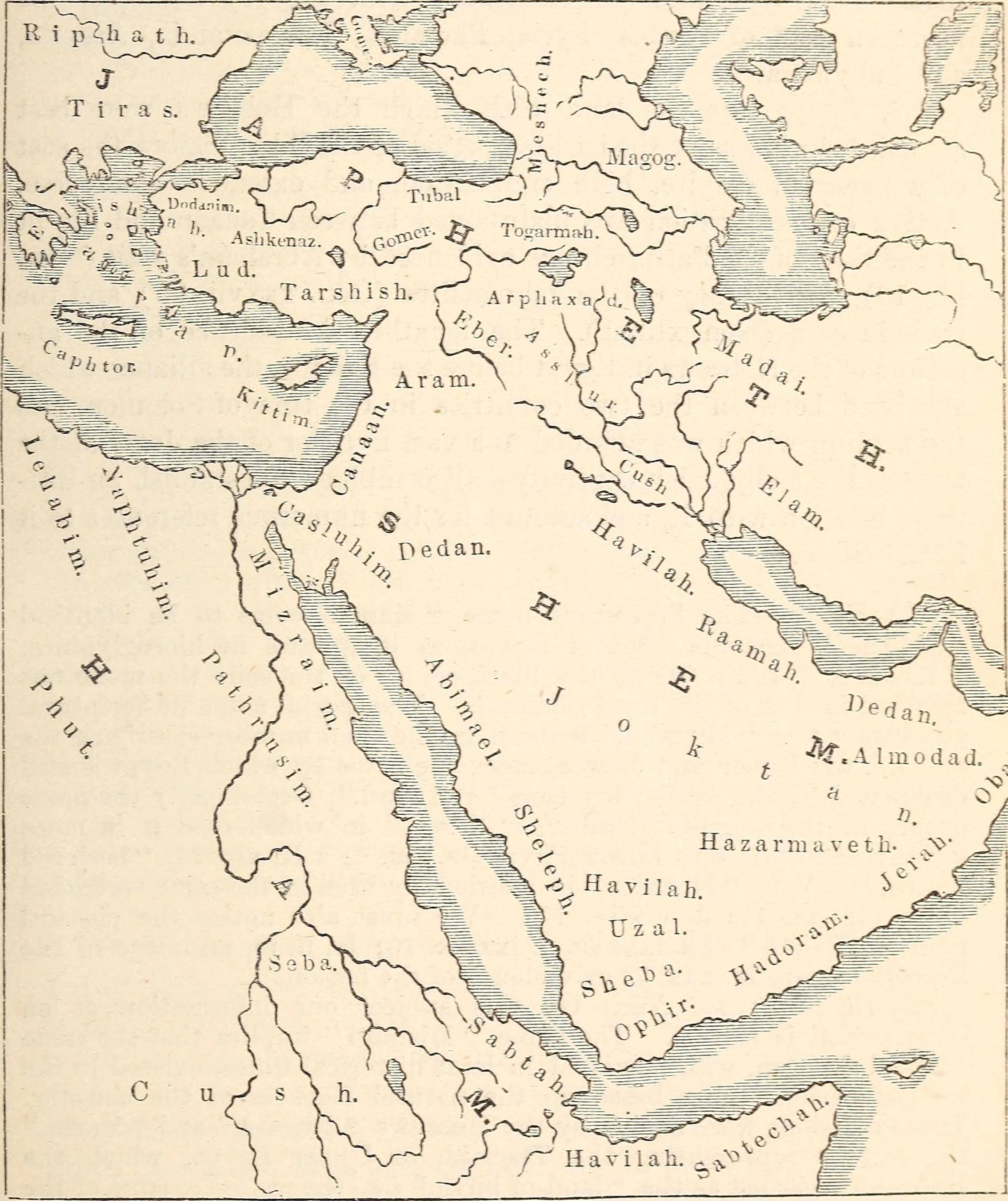
하윌라의 여러 위치가 표시됨

### 아프리카 가설
윌리엄 F. 올브라이트는 1922년 출판된 "에덴 동산의 위치"에서 다음과 같이 말한다.
창세기 2장의 하윌라는 분명히 아시아 하윌라가 아닌 아프리카 하윌라를 가리킨다. 이는 좋은 금, 유액, 그리고 말라카이트를 생산한다고 되어 있는데, 이들 모두 누비아 사막의 중요한 산물이며, 적어도 두 가지는 서부 아라비아에서는 발견되지 않은 것으로 보인다.

올브라이트는 이어서 다음과 같이 설명한다.
창세기 10장은 "하윌라"라는 이름을 두 번 언급하는데, 한 번은 7절에서 구스 (에티오피아)의 아들들 가운데 세바 다음으로, 두 번째는 [29]절에서 욕단의 아들들 가운데 시바와 오피르 바로 다음으로 언급한다. 오늘날 인기 있는 것처럼 이 부분들이 다른 저자의 손에서 나왔다고 가정할 이유가 없다. 오히려 아프리카와 아시아의 두 지역이 존재한다는 사실을 미숙하게 진술하려는 시도라고 보는 것이 타당하다.

올브라이트가 언급하는 하윌라(히브리어로는 Hawilah)는 수단의 하르툼 지역에서 발견되는 하윌라이다.
사아디아 가온의 10세기 히브리어 성경 아랍어 번역본은 하윌라를 소말리아의 제일라로 대체한다. 고대 도시 아발리테스는 하윌라의 데모님이었던 것으로 추정된다. 빌헬름 게제니우스는 아발리테스를 구스의 아들들에게 속한 도시로 보았다. 12세기 유대인 여행가 벤야민 투델라는 제일라 지역이 서쪽으로 알-하바시에 의해 경계 지어진 하윌라의 땅이라고 주장했다. 제일라(하윌라)는 1517년 구 고아의 포르투갈인 총독인 로포 소아레스 드 알베르가리아에 의해 약탈되었고, 그곳의 하를라 추장 마흐푸즈는 아비시니아를 침략했다.
하윌라는 고대 마크로비아인 왕국과도 연관되어 있는데, 프란츠 델리취에 따르면 그 주민들은 이웃한 남부 아라비아 사람들과 밀접한 관계를 가졌다.
하위예족은 하윌라의 약어일 수 있다. 소말리아 중남부에 거주하는 소말리 씨족이다. 쿠시족으로서, 아라비아반도 일부를 식민지화한 후 다시 소말리아로 돌아왔다고 한다 (창세기 25:18 하윌라 참조).
오거스터스 헨리 킨은 하윌라 땅이 그레이트 짐바브웨를 중심으로 하였으며, 당시 남로디지아와 대략 동시대적이라고 믿었다. 하윌라 캠프는 1902년부터 1904년까지 그레이트 짐바브웨 유적을 연구한 영국인 고고학자 집단의 기본 캠프 이름이었다. 결국 그들은 이 정착지와 성경적 연관성을 부정했다.

### 아라비아 가설

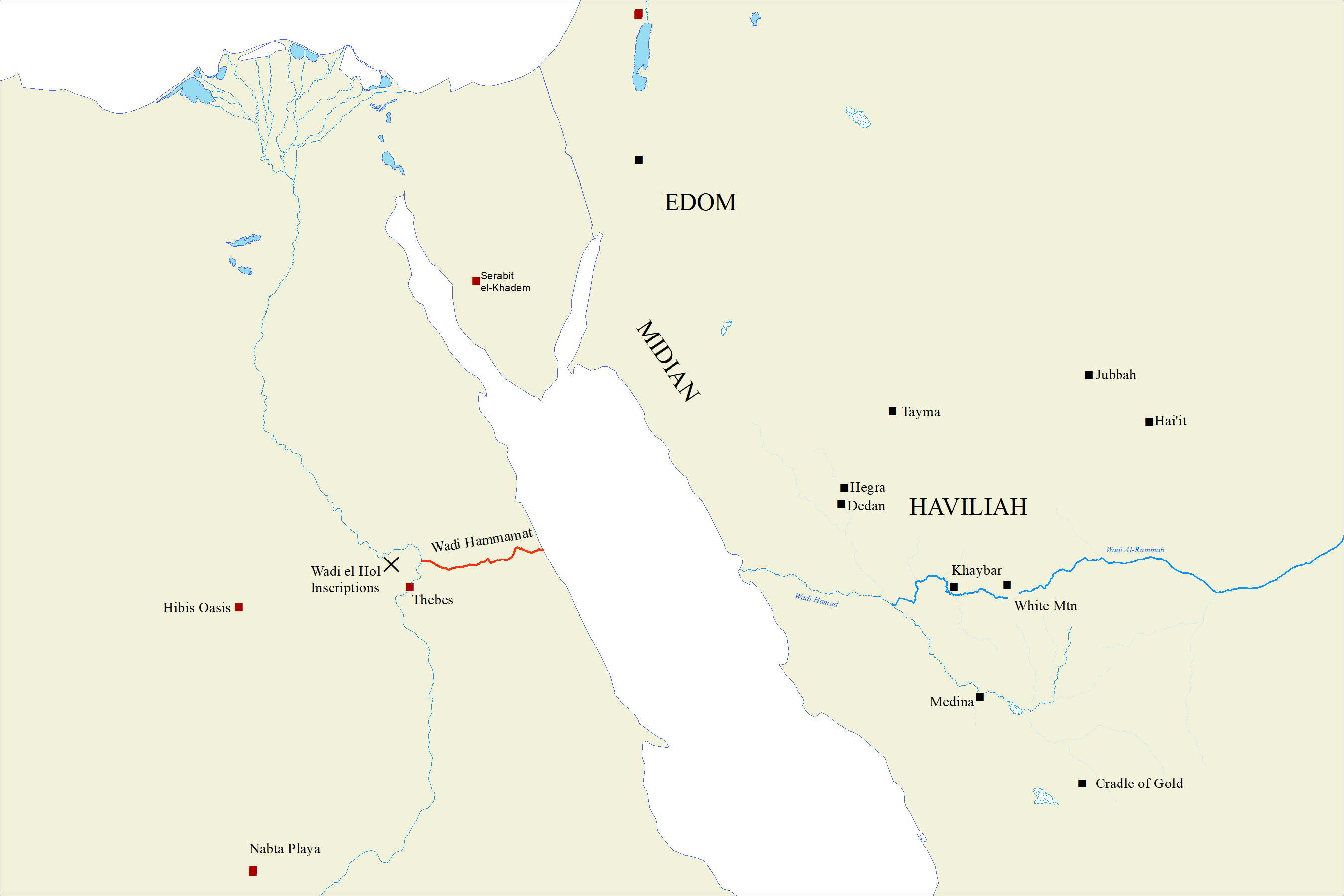
하윌라 지도

1844년, 찰스 포스터는 고대 이름 하윌라의 흔적이 현재 바레인섬으로 알려진 아발(Aval)이라는 지명에서 여전히 발견될 수 있다고 주장했다.
W. W. 뮐러는 1992년 앵커 성경 사전에서 성경의 하윌라가 서부 아라비아의 두 다른 위치를 가리킨다고 보았다.
- 창세기 2장은 아라비아반도 남서부의 지역이다.[29]
- 창세기 25:18은 북부 아라비아의 위치로, 아마도 메디나 주일 것이다.[29]

메디나 주에는 하랏 지역의 금 매장지, 향료 무역로상의 위치, 신석기 시대 및 청동기 시대 문명의 유적과 같은 설명과 일치하는 여러 특징들이 있다.
아라비아 가설은 하버드 셈족 박물관의 전 큐레이터인 제임스 A. 사워가 성경에서 하윌라를 둘러싸고 있다고 묘사된 비손강을 메디나 근처 히자즈 산맥에서 시작하여 쿠웨이트까지 북동쪽으로 흐르는 건천인 와디 알-룸마로 지목하면서 더욱 강화되었다. 사워는 지질학과 역사적 근거로 이러한 동일시를 하였다. 또한, 성경 주석가들은 하윌라와 술 사이에 정착했던 이스마엘인들이 아랍인의 조상이었기 때문에 하윌라를 아라비아 지역으로 보아야 한다고 믿는다.

### 아시아 가설
월터 롤리 경은 하윌라를 티베트와 동일시하는 것으로 보인다.